# 石之珂
石之珂（？—？），字木斋，苏完瓜尔佳氏，汉姓石氏，家族初隶正白旗满洲，后属汉军正白旗人。清朝官员，进士出身。

## 生平
乾隆六年（1741年）辛酉科举人，乾隆十年（1745年）乙丑科进士（时隶正白旗汉军谢文玉佐领下，载《钦定八旗通志：进士》）。任山东馆陶县知县、历城县知县、德州知州、登州府知府以及四川潼川府知府。

## 家族
- 太高祖石翰。
- 高祖石天柱，三等男，刑部尚書。“石天柱，正白旗人，石翰之次子也，初為眀廣寧千總。……授三等男，厯任刑部尚書。……其子班音達禮，……至騎都尉兼一雲騎尉”（载《八旗滿洲氏族通譜》卷一）。胞兄都统石廷柱，其：
  - 子石琳，佐领，两广总督，《钦定八旗通志：大臣传六十三》有传。
  - 子绰尔们，二等侍卫，妻李氏（父正黄旗汉军、陝西提督李思忠，祖父李如梴，系诗人李锴家族）。孙湖廣總督石文晟，康熙十五年（1676年）丙辰科进士石文桂。
  - 子華善，和碩額駙，授定南將軍，豫親王多鐸女婿。
    - 孙石文炳，正白旗漢軍都統，妻郡君愛新覺羅氏（父常阿岱，祖父巽簡親王滿達海）。其子都统觀音保；孙儿三等子三泰，阵亡。女一瓜尔佳氏，和碩理密親王允礽（康熙帝第二子）嫡福晋；女二愉恪郡王允禑（康熙帝第十五子）嫡福晋。
- 曾祖班音達禮，騎都尉。
- 祖父石文彥。
- 父石如錫。
- 胞兄石之琦，雲騎尉，曾任正白旗汉军第二參领第七佐领（系顺治三年编立，载《钦定八旗通志》）。
- 胞姊石佳氏，嫁宗室式英（祖父宗室額騰機，先祖輔國愨厚公塔拜）。
- 女儿石氏（苏完瓜尔佳氏），嫁镶黄旗满洲鈕祜祿氏德興（父逹明阿，祖父達色，曾祖一等公法喀）。
- 子石蘭圖。
- 孙女苏完瓜尔佳氏，嫁道光丙戌科进士宗室豫本。其子道光十八年（1838年）戊戌科进士传胪宗室灵桂。
- 后世族亲銘岳，道光甲辰科进士。